# Saxifragales
Saxifragales é uma ordem de plantas angiospérmicas (plantas com flor - divisão Magnoliophyta), pertencente à classe Magnoliopsida (Dicotiledóneas - planta cujo embrião contém dois ou mais cotilédones).
No antigo sistema de classificação de Cronquist, as famílias abaixo indicadas estavam divididas pelas ordens Rosales, Hamamelidales e  Haloragales. No entanto, elas parecem formar um grupo monofilético, relacionado com as rosídeas e asterídeas.
Segundo o atual APG IV (2016), ela faz parte do clado das Superosídeas, juntamente com todas as ordens que compõe as Rosídeas (Vitales, Fabídeas e Malvídeas). 

## Famílias
- Altingiaceae
- Aphanopetalaceae
- Biblidaceae (plantas carnívoras)
- Cercidiphyllaceae
- Crassulaceae
- Daphniphyllaceae
- Grossulariaceae
- Gunneraceae
- Haloragaceae
- Hamamelidaceae
- Iteaceae
- Paeoniaceae
- Penthoraceae
- Pterostemonaceae
- Saxifragaceae